# Еску (Клуж)
Еску (рум. Escu) насеље је у Румунији у округу Клуж у општини Реча Кристур. Oпштина се налази на надморској висини од 347 m.

## Становништво
Према подацима из 2002. године у насељу је живело 75 становника, од којих су сви румунске националности.